# Aleandro Lotti
Aleandro Lotti (Pietrasanta, ... – Pietrasanta, 2 dicembre 1931) è stato un calciatore italiano, di ruolo centrocampista.

## Carriera
Con il Derthona disputò 10 gare nel campionato di Prima Divisione 1922-1923. Morì nel dicembre 1931 a Pietrasanta.